# ナコーンルワン郡
座標: 北緯14度27分51秒 東経100度36分20秒 / 北緯14.46417度 東経100.60556度
ナコーンルワン郡（ナコーンルワンぐん）はタイ、アユタヤ県の郡（アムプー）の一つ。

## 歴史
1897年ナコーンクラーン郡として創設され、郡庁舎はタムボン・ボーポーンに置かれた。1902年タムボン・ナコーンルワンに移され、郡の名もナコーンルワン郡に変更された。

## 地理
隣接する郡は北から時計回りに、サラブリー県ドーンプット郡、アユタヤ県タールア郡、パーチー郡、ウタイ郡、プラナコーンシーアユッタヤー郡、バーンパハン郡。北東からパーサック川と北からロッブリー川の支流が郡内に流れ込み合流し、南へ流れている。

## 産業
タムボン・ターチャーンにはラオスの伝統製刀技術が伝わっており、アランイック刀の名で知られる。タムボン・バーンプラクルーにはサハラッタナナコーン工業団地が立地している。

## 行政区分
郡内には12のタムボンがあり、さらにその下位に74の村（ムーバーン）がある。2つの自治体（テーサバーン）が設置されており、以下のようになっている。
- テーサバーンタムボン・ナコーンルワン・・・タムボン・ナコーンルワン、タムボン・バーンラカムとタムボン・バーンプラクルーの一部
- テーサバーンタムボン・アランイックเทศบาลตำบลอรัญญิก・・・タムボン・ターチャーン、タムボン・サームタイ、タムボン・プラノーンの全体

また、郡内には12のタムボンが設置されている。以下は郡内のタムボンの一覧である。
1. タムボン・ナコーンルワン・・・ตำบลนครหลวง
2. タムボン・ターチャーン・・・ตำบลท่าช้าง
3. タムボン・ボーポーン・・・ตำบลบ่อโพง
4. タムボン・バーンチュン・・・ตำบลบ้านชุ้ง
5. タムボン・パークチャン・・・ตำบลปากจั่น
6. タムボン・バーンラカム・・・ตำบลบางระกำ
7. タムボン・バーンプラクルー・・・ตำบลบางพระครู
8. タムボン・メーラー・・・ตำบลแม่ลา
9. タムボン・ノーンプリン・・・ตำบลหนองปลิง
10. タムボン・クローンサケー・・・ตำบลคลองสะแก
11. タムボン・サームタイ・・・ตำบลสามไถ
12. タムボン・プラノーン・・・ตำบลพระนอน